# Spirocerca lupi
Espèce
Synonymes
- Strongylus lupi Rudolphi, 1809 (protonyme)
- Spiroptera sanguinolenta Rudolphi, 1819

Spirocerca lupi est une espèce de nématodes de la famille des Spirocercidae.

## Taxonomie
L'espèce est décrite en 1809 par le zoologiste allemand Karl Asmund Rudolphi.